# Distorsion cognitive
Ne doit pas être confondu avec dissonance cognitive.
Une distorsion cognitive est un schéma de pensée exagéré ou irrationnel impliqué dans l'apparition et la perpétuation d'états psychopathologiques, en particulier ceux qui sont plus influencés par des facteurs psychosociaux, tels que la dépression et l'anxiété. Le psychiatre Aaron T. Beck, en approfondissant les travaux d'Albert Ellis et sa thérapie rationnelle émotive, a posé les bases de l'étude de ces distorsions et son élève David D. Burns a poursuivi ses recherches sur le sujet. Burns, dans The Feeling Good Handbook (1989), décrit des anecdotes personnelles et professionnelles liées aux distorsions cognitives et à leur élimination. 
Les distorsions cognitives sont des pensées qui amènent les individus à percevoir la réalité de manière inexacte. Selon le modèle cognitif de Beck, une vision négative de la réalité, parfois appelée schémas négatifs (ou schémas), est un facteur dans les symptômes de dysfonctionnement émotionnel et de bien-être subjectif plus faible. Plus précisément, les schémas de pensée négatifs renforcent les émotions et les pensées négatives. Dans des circonstances difficiles, ces pensées déformées peuvent contribuer à une vision globale du monde négative et à un état mental dépressif ou anxieux. 
Remettre en question et modifier les distorsions cognitives est un élément crucial de la thérapie cognitivo-comportementale (TCC). 

## Histoire
En 1972, le psychiatre, ex-psychanalyste et spécialiste de la thérapie cognitive Aaron T. Beck a publié Depression: Causes and Treatment. Il n'était pas satisfait du traitement freudien conventionnel de la dépression, car il n'y avait aucune preuve empirique du succès de la psychanalyse freudienne. Le livre de Beck a fourni un modèle théorique complet et empiriquement appuyé pour la dépression - ses causes potentielles, ses symptômes et ses traitements. Dans le chapitre 2, intitulé « Symptomatologie de la dépression », il a décrit les « manifestations cognitives » de la dépression : notamment une faible auto-évaluation, des attentes négatives, l'auto-accusation et l'autocritique, l'indécision et la distorsion de l'image corporelle.
En 1980, Burns a publié Feeling Good: The New Mood Therapy (avec une préface de Beck) ; puis, neuf ans plus tard, The Feeling Good Handbook. Ces deux livres s’appuient sur le travail de Beck. 

## Types principaux

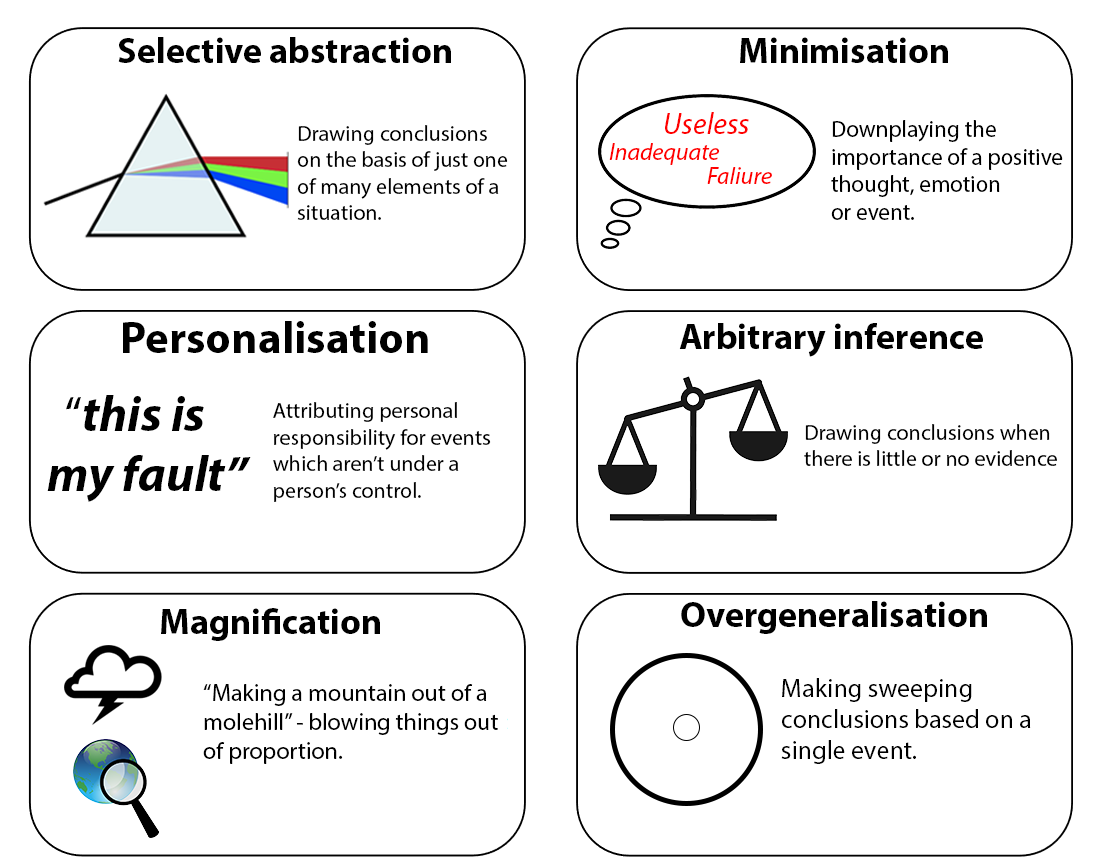
Exemples de distorsions cognitives courantes observées chez des individus déprimés et anxieux. Les gens peuvent apprendre à identifier et à modifier ces distorsions dans le cadre de la thérapie cognitivo-comportementale.

Les distorsions cognitives énumérées ci-dessous sont des catégories de mécanismes à l'origine de pensées automatiques et doivent être distinguées des erreurs logiques. 

### Avoir toujours raison
Dans cette distorsion cognitive, se tromper est impensable. Cette distorsion se caractérise par le fait que l'on essaie activement de prouver que ses actions ou ses pensées sont correctes et que l'on privilégie parfois son intérêt personnel par rapport aux sentiments d'une autre personne. 

### Le blâme
Le blâme est l'opposé de la personnalisation. Dans la distorsion de blâme, d'autres personnes sont tenues responsables du préjudice qu'elles causent et surtout de la détresse émotionnelle qu'elles ont infligée intentionnellement ou par négligence[pas clair]. 

### La disqualification du positif
La disqualification du positif consiste à dévaluer les événements positifs, à ne pas tenir en compte. Par exemple, quand on a obtenu une note élevée à un examen, ne voir que le fait qu’on n’a pas obtenu une note parfaite. 

### Le raisonnement émotionnel
Dans la distorsion du raisonnement émotionnel, nous supposons que les sentiments exposent la vraie nature des choses et nous vivons la réalité comme un reflet de pensées liées émotionnellement ; nous pensons que quelque chose est vrai uniquement sur la base d'un sentiment.[pas clair]
- Exemples: "Je me sens stupide, donc je dois être stupide"[3]. Ressentir la peur de voler en avion, puis conclure que l'avion doit être un moyen de transport dangereux. Se sentir submergé par la perspective de nettoyer sa maison et en conclure qu'il est même désespéré de commencer à nettoyer[7].

### Argument du changement
S'appuyer sur le contrôle social pour obtenir des actions de coopération d'une autre personne. On espère que l'autre personne va changer pour nous convenir si on la presse ou la cajole suffisamment.

### Argument d'équité
La conviction que la vie doit être juste. Lorsque la vie est perçue comme injuste, il se produit un état émotionnel de colère qui peut conduire à des tentatives de correction de la situation. 

### Tirer des conclusions hâtives
Parvenir à des conclusions préliminaires (généralement négatives) avec peu (voire pas) de preuves. Deux sous-types spécifiques sont identifiés: 
- Lecture mentale : inférer les pensées possibles ou probables (généralement négatives) d'une personne à partir de son comportement et de sa communication non verbale ; prendre des précautions contre le pire cas suspect sans demander ce qu’il en est réellement à cette personne.
  - Exemple: un élève suppose que les lecteurs de son article ont déjà pris une décision concernant son sujet et, par conséquent, écrire l'article est un exercice inutile[6].
- "Fortune-telling" (Voyance) : prédire les résultats (généralement négatifs) des événements

### Étiquetage
C'est une forme de généralisation excessive (ou surgénéralisation) ; on attribue les actions d'une personne à son caractère plutôt qu'à un attribut. Plutôt que de supposer que le comportement est accidentel ou autrement extrinsèque, on attribue une étiquette à quelqu'un ou à quelque chose en fonction du caractère inféré de cette personne ou de cette chose. 

### Amplification et minimisation
Donner un poids proportionnellement plus important à une perception d'échec, de faiblesse, ou un poids moindre à une perception de succès, de force ou d'opportunité, de sorte que le poids diffère de celui attribué par d'autres, comme on peut dire faire des montagnes d'un rien, dramatiser. Chez les patients déprimés, les caractéristiques positives des autres sont souvent exagérées et leurs caractéristiques négatives sont sous-estimées. 
- Catastrophisation - Donner plus de poids au pire résultat possible, aussi improbable soit-il, ou considérer une situation comme insupportable ou impossible lorsqu'elle n’est en fait qu’inconfortable.

### Généralisation excessive
Faire des généralisations hâtives à partir de preuves insuffisantes. Tirer une conclusion très large à partir d'un seul incident ou d'un seul élément de preuve. Même si un événement mauvais ne se produit qu'une seule fois, on s'attend à ce qu'il se répète sans cesse. 
- Exemple : Une femme est seule et passe la plupart de son temps à la maison. Ses amis l'invitent parfois à dîner et à rencontrer de nouvelles personnes. Elle sent qu'il est inutile d'essayer d’y aller. Personne ne pourrait vraiment l'apprécier[7].

### Personnalisation
Attribuer la responsabilité personnelle, y compris l'éloge ou le blâme qui en résulte, à des événements sur lesquels la personne n'a aucun contrôle. Penser à tort que l'on est responsable de ce que les autres font. 

### Fausses obligations
Les fausses obligations (« Making must or should statements ») ont été incluses par Albert Ellis dans sa thérapie comportementale émotive rationnelle (REBT), une forme précoce de TCC ; il les a appelées « musturbation » (insistance compulsive pour que les choses se passent d'une manière particulière). Michael C. Graham l'a appelé "s'attendant à ce que le monde soit différent de ce qu'il est"[pas clair]. Il peut être perçu comme exigeant des réalisations ou des comportements particuliers quelles que soient les circonstances réalistes de la situation. 
- Exemple: Après une représentation, un pianiste pense qu'il n'aurait pas dû faire autant d'erreurs[7].
- Dans Feeling Good: The New Mood Therapy, David Burns a clairement établi une distinction entre les « énoncés de principe » pathologiques, les impératifs moraux et les normes sociales.

Une distorsion cognitive connexe, également présente dans le REBT d'Ellis, est une tendance à « s'épouvanter »; dire qu'un scénario futur sera horrible, plutôt que d'évaluer de façon réaliste les diverses caractéristiques négatives et positives de ce scénario.

### Fractionnement (pensée « tout ou rien », pensée « noir ou blanc », pensée dichotomique)
S'évaluer soi-même, ainsi que les événements de la vie, en termes extrêmes. C'est tout bon ou tout mauvais, noir ou blanc, rien entre les deux. Même les petites imperfections semblent incroyablement dangereuses et douloureuses. Le fractionnement implique l'utilisation de termes comme « toujours », « tous » ou « jamais » lorsqu'ils sont faux et trompeurs. 

## Restructuration cognitive
La restructuration cognitive (RC) est une forme de thérapie populaire utilisée pour identifier et rejeter les distorsions cognitives inadaptées et est généralement utilisée avec les personnes diagnostiquées avec une dépression. En RC, le thérapeute et le patient examinent d'abord un événement ou une situation stressante rapporté par le patient. Par exemple, un étudiant masculin atteint de dépression qui éprouve des difficultés dans ses fréquentations pourrait croire que son "inutilité" pousse les femmes à le rejeter. Ensemble, le thérapeute et le patient pourraient alors créer une cognition plus réaliste, par exemple: "Il est de mon ressort de demander aux filles de sortir avec moi. Cependant, même si je peux faire certaines choses pour influencer leurs décisions, je ne peux pas contrôler si elles disent oui ou non. Ainsi, je ne suis pas responsable si elles refusent mon invitation".  Les thérapies RC sont conçues pour éliminer les «pensées automatiques» qui incluent les opinions dysfonctionnelles ou négatives des patients. Selon Beck, cela permet de réduire les sentiments d'inutilité, d'anxiété et d'anhédonie qui sont symptomatiques de plusieurs formes de maladie mentale. La RC est la principale composante de la thérapie cognitivo-comportementale de Beck et Burns. 

## Défense narcissique
Les personnes diagnostiquées avec un trouble de la personnalité narcissique ont tendance à se considérer, de façon irréaliste, supérieures et à exagérer leurs forces tout en minimisant leurs faiblesses. En tant que tels, les narcissiques utilisent l'exagération et la minimisation pour se défendre contre la douleur psychique,. 

## Décatastrophisation
En thérapie cognitive, la "décatastrophisation" est une technique de restructuration cognitive qui peut être utilisée pour traiter les distorsions cognitives, telles que l'amplification et la catastrophisation couramment observées dans les troubles psychologiques comme l'anxiété et la psychose. Les principales caractéristiques de ces troubles sont le rapport subjectif d'être submergé par les circonstances de la vie et l'incapacité de les affecter. 
Le but de la RC est d'aider le patient à modifier ses perceptions afin de rendre l'expérience ressentie comme moins significative. 

## Critique
Les critiques les plus courantes concernant le diagnostic de la distorsion cognitive portent sur l'épistémologie et les fondements théoriques. L'hypothèse implicite derrière le diagnostic est que le thérapeute est infaillible et que seule la vision du monde du thérapeute est correcte. Si les perceptions du patient diffèrent de celles du thérapeute, ce n'est peut-être pas à cause de dysfonctionnements intellectuels mais parce que le patient a des expériences différentes. Les critiques affirment qu'il n'y a aucune preuve que les patients souffrant par exemple de dépression ont des capacités cognitives dysfonctionnelles. En fait, certains sujets atteints de dépression semblent « plus tristes mais plus sages ». 

## Voir également
- Biais cognitif
- Dissonance cognitive
- Mécanisme de défense
- Procès d'intention
- Gaslighting
- Illusion
- Liste de biais cognitifs
- Sophisme
- Rationalisation